# Angrivari
Gli Angrivari (lat. Angrivarii) erano uno dei numerosi popoli germanici che abitavano nelle terre prossime al Reno, e precisamente nella regione denominata Angria (all'incirca nell'attuale Vestfalia), approssimativamente tra i fiumi Lupia (odierno Lippe) e Vesurgis (odierno Weser); linguisticamente appartenevano al ramo germanico occidentale.

## Storia
Insieme ad altri popoli e tribù, parteciparono alla rivolta contro i Romani capeggiata da Arminio nel 9 d. C. (ricordata per il disastro di Varo).
Vallo degli Angrivari si chiamava una fortezza costruita sul confine fra il loro territorio e quello dei Cherusci, presso la quale ci fu la rivincita romana ad opera di Germanico Giulio Cesare nell'anno 16, evento che portò alla devastazione del territorio degli Angrivari. Germanico, infatti, per giungere indisturbato nelle terre dei nemici, aveva deciso di approntare una flotta che conducesse le legioni fino alla foce del fiume Amisia: in tempi rapidi furono approntate oltre mille navi agili e veloci, in grado di trasportare numerosi uomini ma dotate anche di macchine da guerra per la difesa. Non appena i Romani sbarcarono in Germania, le tribù del luogo, riunite sotto il comando di Arminio, si prepararono a fronteggiare gli invasori e si riunirono a battaglia presso Idistaviso; gli uomini di Germanico, ben più preparati dei loro nemici, fronteggiarono allora i Germani, e riportarono una schiacciante vittoria. Arminio e i suoi si ritirarono presso il Vallo Angrivariano, ma subirono un'altra durissima sconfitta da parte dell'esercito romano. Vinta la battaglia, in una località vicina al terrapieno degli Angrivari, Germanico, fece innalzare un secondo trofeo recante l'iscrizione: 
(Cornelio Tacito, Annali II, 22.)
Sopraffatti i Cherusci, Germanico affidò a Stertinio il compito di portare la guerra contro gli Angrivari, se non si fossero affrettati alla resa; ma questi, supplici senza nulla rifiutare, ricevettero perdono da parte di Germanico e ne divennero suoi alleati.
Frattanto le genti che abitavano tra il Reno e l'Elba furono debellate. Germanico ricondusse dunque i suoi in Gallia Comata, ma, sulla strada del ritorno, la flotta romana fu dispersa da una tempesta e costretta a subire notevoli perdite; l'inconveniente occorso ai Romani diede nuovamente ai Germani la speranza di poter ribaltare le sorti della guerra, ma i luogotenenti di Germanico poterono facilmente avere la meglio sui loro nemici, anche se alla fine il progetto di annettere la Germania venne definitivamente abbandonato.
Tacito racconta che Camavi ed Angrivari emigrarono nei territori dei Bructeri, dopo averli cacciati e totalmente annientati, in alleanza con altre popolazioni vicine, che lo scrittore latino ringrazia per «offrire diletto allo sguardo romano», senza che Roma dovesse intervenire. Dei Bructeri caddero più di 60.000.